# Žuta poljarica
Žuta poljarica (latinski: Dolichophis caspius) zmija je iz porodice guževa.

## Geografski raspon
Žuta poljarica se nalazi na Balkanskom poluotoku, dijelovima istočne Europe i malom dijelu Male Azije. Može se naći u Albaniji, Bugarskoj, Grčkoj, Sjevernoj Makedoniji, Srbiji, Rumunjskoj, Hrvatskoj, Turskoj, Moldaviji, Crnoj Gori, južnoj Ukrajini, južnoj Rusiji, Kazahstanu i južnoj Mađarskoj.[nedostaje izvor] Staništa su im duž nizinskih područja u blizini velikih rijeka, kao što je rijeka Dunav.

## Otrovnost
Žuta poljarica nije opasna za ljude.

## Vanjske poveznice
|  | Zajednički poslužitelj ima još gradiva o temi Dolichophis caspius |
|  | Wikivrste imaju podatke o taksonu Dolichophis caspius             |